# Stubbe – Von Fall zu Fall: Bittere Wahrheiten
Bittere Wahrheiten ist ein deutscher Fernsehfilm von Thomas Jacob aus dem Jahr 2007. Es handelt sich um den zweiunddreißigsten Filmbeitrag der ZDF-Kriminalfilmreihe Stubbe – Von Fall zu Fall mit Wolfgang Stumph in der Titelrolle.

## Handlung
Kommissar Stubbe hat eigentlich vor, mit seiner neuen Freundin Claudia eine Vernissage zu besuchen, da erleidet Tante Charlotte einen Herzanfall und muss kurzfristig ins Krankenhaus gebracht werden. Dort stellt der Arzt Herzrhythmusstörungen fest und drängt auf die Verordnung eines Herzschrittmachers, den die resolute Charlotte zunächst rigoros ablehnt und zu dem sie sich erst nach sehr viel Zureden entschließt. Stubbe wird derweil zu einem Mordfall gerufen: Der Justizvollzugsbeamte Günther Käppedies wird tot in seinem Gartenteich aufgefunden. Zunächst gibt es keine verdächtigen Spuren auf eine Straftat, doch die Obduktion ergibt eine Überdosis Diabetestabletten als eigentliche Ursache des Ertrinkens. Da Käppedies kein Diabetiker war, wird Mord vermutet, sodass Stubbe und Zimmermann ermitteln. Offensichtlich hatte ihm der Täter das Mittel in seine Limonade getan.
Stubbes erste Ermittlungen führen in die Hamburger Jugendstrafanstalt. Insassen wie der junge Jacob Fahrenson haben dort sehr unter dem türkischen Mitgefangenen Imran Aydin zu leiden. Lediglich eine Fußball-AG, die Günther Käppedies ins Leben gerufen hatte, brachte Abwechslung in den Alltag der Strafgefangenen. Auch sonst hat sich Käppedies sehr um seine Schützlinge bemüht. So hat er sich sogar mit dem Gefängnisarzt überworfen, weil dieser die Sportverletzung eines Spielers seiner Meinung nach nicht ordnungsgemäß behandelt hatte. Auch Imran Aydin hatte er massiv gemaßregelt, nachdem dieser Jacob Fahrenson wieder einmal gedemütigt hatte. Stubbe gewinnt den Eindruck, dass Käppedies sich um den verschlossenen Jacob besonders gekümmert hatte. Im Zuge der Ermittlungen deutet vieles darauf hin, dass Jacob gar nicht der ist, für den er sich ausgibt. Jemand hat stellvertretend für Jacob die Haftstrafe angetreten, und Käppedies hatte dies herausgefunden. Da Jacobs Vater recht vermögend ist, konnte er es sich leisten, seinen Sohn auf diese Weise zu „schützen“. Er überredete Daniel Kirschneck, der in seiner Firma arbeitete und seinem Sohn sehr ähnlich sieht, und wollte sich im Gegenzug unter anderem um dessen Großmutter kümmern, die auf Hilfe angewiesen ist.
Am Ende kann Daniel Kirschneck als Mörder von Käppedies überführt werden. Er hatte allerdings nicht beabsichtigt, dass die Tabletteneinnahme so dramatisch endete. Er wollte nur, dass Käppedies für ein oder zwei Tage als krank ausfiel, damit er mit Fahrensons Hilfe eine Lösung für ihr Problem finden konnte.
Erik Fahrenson hatte gehofft, seinen Sohn auf den richtigen Weg zurückzubringen, doch musste er feststelle, dass dieser sich von seiner Drogenabhängigkeit nicht lösen konnte und am Ende sogar daran starb.

## Hintergrund
Der Film wurde unter dem Arbeitstitel Schwarze Schafe in Hamburg und Umgebung gedreht und am 22. Dezember 2007 um 20:15 Uhr im ZDF erstausgestrahlt.

## Kritik
Für die Kritiker der Fernsehzeitschrift TV Spielfilm war der Stubbe-Fall Bittere Wahrheiten „sehenswert – bis auf den Nerv mit der Tante“. Sie urteilten, „mit gewohnter Behäbigkeit entwickelt sich ein richtig spannender Fall mit tollen Jungstars“ und gaben dem Film ihre bestmögliche Wertung (Daumen nach oben).